# Kung Fu Panda 4
Kung Fu Panda 4 – amerykański film animowany studia DreamWorks z 2024. Jest to czwarta odsłona serii i kontynuacja filmu Kung Fu Panda 3

## Obsada
| Postać       | Oryginalny dubbing | Zwierzę            |
| ------------ | ------------------ | ------------------ |
| Po           | Jack Black         | panda wielka       |
| Zhen         | Awkwafina          | lis stepowy        |
| Kameleona    | Viola Davis        | kameleon           |
| Mistrz Shifu | Dustin Hoffman     | panda mała         |
| Pan Ping     | James Hong         | gęś chińska        |
| Li Shan      | Bryan Cranston     | panda wielka       |
| Tai Lung     | Ian McShane        | irbis śnieżny      |
| Han          | Ke Huy Quan        | łuskowiec jawajski |

## Produkcja
W grudniu 2010 roku ówczesny dyrektor generalny DreamWorks Animation Jeffrey Katzenberg powiedział, że istnieje możliwość, że po Kung Fu Panda 3 mogą powstać jeszcze trzy kontynuacje, a tym samym seria będzie liczyła sześć filmów.
Reżyserzy Jennifer Yuh Nelson i Alessandro Carloni zapytani przed premierą trzeciego filmu o możliwość kontynuacji nie udzielili jednoznacznej odpowiedzi. Jednakże w sierpniu 2018 roku Nelson oznajmiła, że choć postrzega serię jako trylogię to jest otwarta na czwartą część, o ile będzie się ona nadal skupiać na postaci Po. Cztery lata później w 2022 roku wytwórnia DreamWorks oficjalnie ogłosiła powstanie kolejnej części.
W kwietniu 2023 roku podczas CinemaCon ogłoszono, że Mike Mitchell zajmie się reżyserią, a Rebecca Huntley będzie producentką.